# Ramona Suresh
Ramona Suresh (* 27. August 1985 in Ludwigsburg) ist eine deutsche Theaterschauspielerin, Kulturmanagerin sowie Produktionsleiterin von Kulturprojekten.

## Leben
Schon während der Schulzeit am Mörike-Gymnasium in Ludwigsburg sammelte Ramona Suresh Erfahrungen am Theater als Darstellerin in Jugendspielclubs am Staatstheater Stuttgart und am Jungen Ensemble Stuttgart. Nach ihrem Abitur im Jahr 2006 war sie Mitglied bei Theater Total in Bochum.
2007 begann Ramona Suresh das Studium an der Folkwang Universität der Künste in Essen, welches sie im April 2011 mit dem Artist Diploma im Fach Physical Theatre abschloss. Von 2019 bis 2021 absolvierte sie ein Master-Studium an der Hochschule für Musik und Theater Hamburg im Fach Kultur- und Medienmanagement im berufsbegleitenden Fernstudium. 2022 nahm sie an der Akademie für Performing Arts Producer teil, die auf Kampnagel Hamburg, im FFT Düsseldorf und tanzhaus nrw durchgeführt wurde.

## Karriere
Ramona Suresh übernimmt Managementrollen in verschiedenen Kulturprojekten, darunter tanzbar bremen, TANZ Bremen, steptext dance project und La Strada. Sie ist insbesondere für die Verwaltung und Öffentlichkeitsarbeit der Projekte zuständig.
In Zusammenarbeit mit der Universität Bremen organisierte sie den Ersten Equality Slam in der Schwankhalle, bei dem die Comedienne und Youtuberin Idil Baydar alias Jilet Ayşe durch das Programm führte.
Als Theaterschauspielerin war Ramona Suresh u. a. am Theater Baden-Baden, am Oldenburgischen Staatstheater und an der Landesbühne Niedersachsen Nord engagiert. Bereits während des Studiums trat sie am Hessischen Landestheater Marburg, bei den Bad Gandersheimer Domfestspielen und am Aalto-Theater Essen. Von 2011 bis 2013 war sie festes Ensemblemitglied am Stadttheater Bremerhaven. Darauf folgte von 2013 bis 2015 ein festes Engagement am Theater der Stadt Aalen.
Neben ihrer Schauspieltätigkeit ist sie seit 2012 Leiterin von Jugendspielclubs und Schauspielseminaren und seit 2015 Dozentin an der TASK Kinderschauspielschule. 2014 veröffentlichte sie überdies das Stück Yolo! Du lebst nur einmal beim Cantus Verlag und inszenierte 2015 das Stück Höhenrauschen von Lisa McGee.